# Waze
Waze (čti „vejz“ – fonetický přepis anglického slova „Ways“) je navigační software pro mobilní telefony typu smartphone a tablety vyvinutý izraelskou skupinou Waze Mobile a je poskytován zdarma pod licencí GNU General Public License. Společnost Waze patří od roku 2013 pod Google. Tvůrci je software prezentován jako „GPS navigační software s prvky sociální sítě a počítačové hry“. Základní odlišností od komerčních produktů je tvorba mapových podkladů samotnými uživateli stejně jako aktivní přispívání k situaci na silnicích, kdy systém Waze automaticky sbírá data o hustotě provozu a zároveň umožňuje uživatelům aktivně hlásit komplikace v dopravě. Díky široké uživatelské základně a komunitě nadšenců obsahuje systém Waze nově vznikající silnice a informace o uzavírkách na stávajících silnicích často od prvního dne vzniku dané situace; tím překonává řadu placených navigačních systémů.

## Funkce
Základní funkcí programu je automobilová navigace v režimu turn-by-turn včetně hlasové navigace. Na rozdíl od ostatních navigací je systém Waze užitečné využívat i pro denně se opakující cesty, typicky do zaměstnání atp. Díky neustálé aktualizaci dopravních informací od ostatních uživatelů je uživateli stále nabízena optimální trasa včetně informací o nebezpečích na cestě.
Uživatelé softwaru mohou vidět s určitým zpožděním pozici ostatních uživatelů, pokud to dovolili. Lze mezi sebou zasílat zprávy nebo vytvářet skupiny a sledovat tak dopravní hlášení uživatelů určité lokality. Každý uživatel, který překročil určitou hranici ujetých kilometrů si může také vybrat svůj status vypovídající o náladě. Navigační systém Waze klade velký důraz na sociální aspekt navigace a je tak velmi snadné přidávat přátele, sledovat jejich trasy atp.
Dalším prvkem Waze je sbíraní uživatelských bodů. Uživatelé jsou hodnoceni za najeté kilometry, dopravní hlášení nebo sbíraní bonusů průjezdem označeného místa. Bonusy se objevují na mapách náhodně a pro získání bonusu je třeba projet pozicí umístění. Body také představují formu odměny pro uživatele, kteří se aktivně podílejí na zakreslování dosud nezmapovaných mapových území a na udržování stále aktuálních mapových podkladů.

## Mapové podklady
Mapové podklady aplikace Waze jsou zcela nezávislé na všech ostatních komerčních mapových podkladech a jsou od základu vytvářeny uživatelskou komunitou Waze. Kvalita celosvětového pokrytí mapovými podklady kolísá, nicméně díky popularitě v Česku i Slovensku jsou mapy v těchto oblastech velmi dobře použitelné pro navigování a v rychlosti aktualizací v případě uzavírek nebo otvírání nových silnic dokonce předčí mnoho komerčních navigačních systémů. Aktuální mapa včetně všech hlášení, uživatelů na cestě a také s možností vyhledání trasy je k dispozici na https://www.waze.com/livemap.
Každý uživatel Waze může při jízdě zapnout režim tvorby silnice. Přichycení k cestám je tak vypnuté a program zaznamenává podle GPS trasu nové komunikace do mapy. Tento záznam se následně objevuje v mapových podkladech serveru Waze, kde jej musí některý z uživatelů dokončit nastavením jména, typu silnice nebo ulice, možných směrů jízdy. Po aktualizaci mapových podkladů se nová komunikace objevuje v přístrojích uživatelů. První následující uživatel, který projíždí novou cestu, získává body za potvrzení existence a správného zadání komunikace. Na základě již vzniklých mapových podkladů systém automaticky sbírá údaje o hustotě provozu stejně jako dovoluje uživatelům hlásit nejrůznější dopravní situace.
Kromě výše uvedeného principu je možné vytvářet nové silnice také přímo v mapovém editoru v prohlížeči. Díky odkoupení systému Waze společností Google jsou k dispozici detailní mapy od Google stejně jako Google StreetView, které umožňují relativně přesné zachycení situace i v oblastech, jimiž dosud žádný uživatel Waze neprojel.

## Podporovaná zařízení
Waze lze využít na libovolném mobilním zařízení; které splňuje následující podmínky:
- Operační systém
  - Android 2.2 a novější (do verze 4.0 nutno použít starší verzi Waze)
  - iOS 5.0 a novější
  - Windows Phone 8 a novější (již nepodporované, nutno použít starší verzi Waze)
  - BlackBerry 10 (mimo Q10) a novější (zatím jen jako beta)
  - Windows Mobile 5 a novější (již nepodporované, nutno použít starší verzi Waze)
  - Symbian S60 (již nepodporované, nutno použít starší verzi Waze)
- Hardware
  - GPS senzor (funkčnost u externích GPS senzorů přes kabel nebo Bluetooth není zaručena)
  - Připojení k Internetu (nutné pro stahování informací o dopravě a aktualizované mapové podklady pro dosud nenavštívená místa)